# Leonardo di Francesco di Lazzaro Malatesta

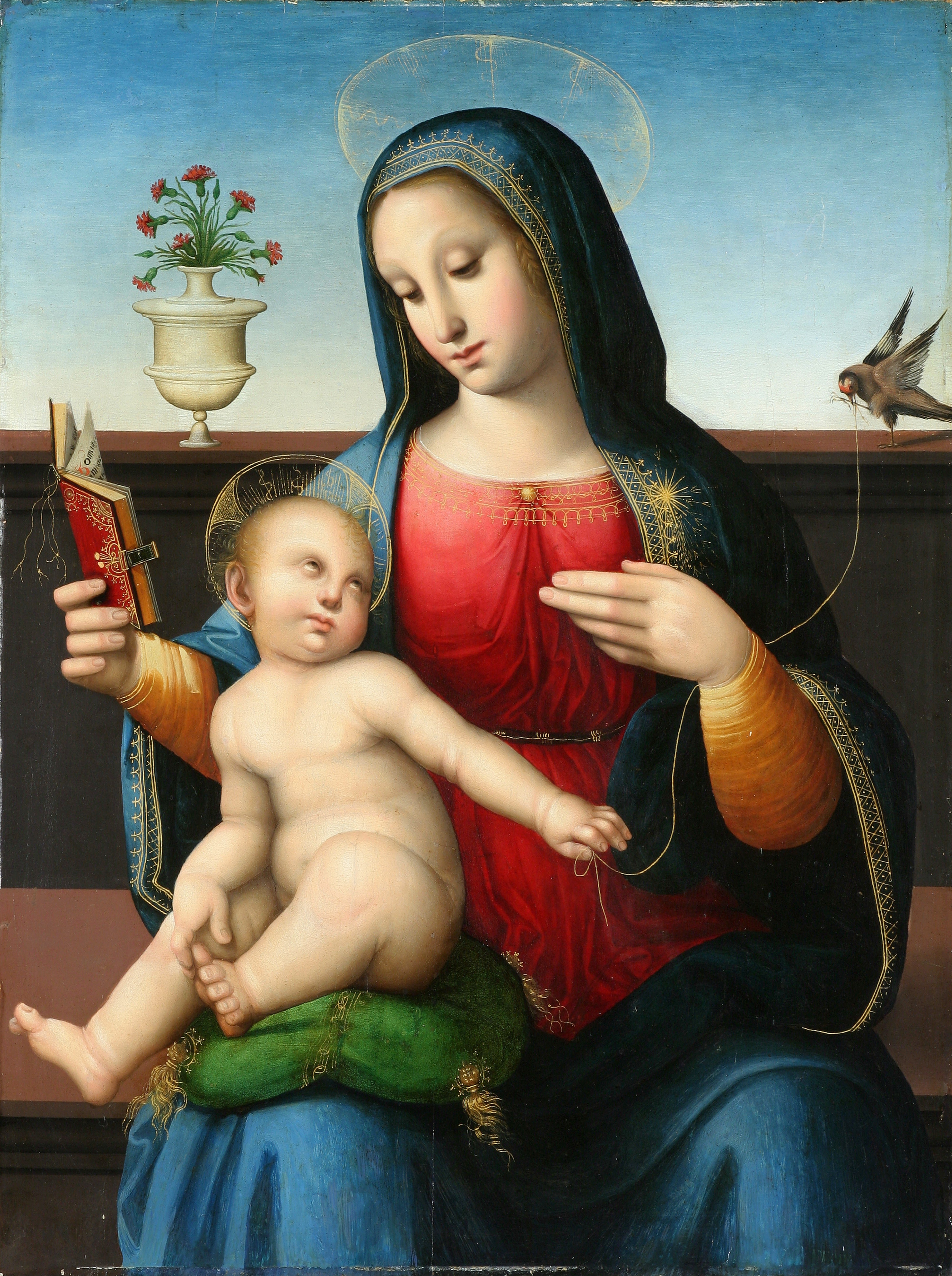
Madonna z Dzieciątkiem i szczygłem (ok. 1505), Muzeum Narodowe we Wrocławiu

Leonardo di Francesco di Lazzaro Malatesta, znany też jako Leonardo da Pistoia (ur. ok. 1483 w Pistoia, zm. 1518 w Pistoia) – włoski malarz.